# Ugo Betti
Ugo Betti (* 4. Februar 1892 in Camerino; † 9. Juni 1953 in Rom) war ein italienischer Dramatiker.

## Leben und Werk
Ugo Betti studierte Rechtswissenschaft in Parma, als der Erste Weltkrieg begann und er freiwillig Soldat wurde. Nach dem Krieg beendete er sein Studium und machte Karriere als Richter. Schriftstellerisch war er nur in seiner Freizeit tätig. 1922 veröffentlichte er einen ersten Band mit Gedichten. Sein erstes Theaterstück La Padrona kam 1927 zur Uraufführung, und er begann, ermutigt vom Erfolg des ersten Stückes, sich ganz auf die Arbeit an Dramen zu konzentrieren.
1931 ging er von Parma nach Rom. Nach dem Zweiten Weltkrieg arbeitete er in der Bibliothek des Justizministeriums. Betti schrieb insgesamt 25 Theaterstücke, von denen zahlreiche in Italien ausgezeichnet wurden. Nach dem Tode von Luigi Pirandello galt er als der bedeutendste zeitgenössische Dramatiker Italiens. Seine Stücke spielen oft im Justizmilieu, so heißt auch sein bekanntestes Stück: Korruption im Justizpalast.
Der Rechtswissenschaftler Emilio Betti war sein älterer Bruder.

## Filmografie (Auswahl)
- 1942: Bengasi